# Самци
Самци су насељено место у саставу општине Горња Стубица у Крапинско-загорској жупанији, Хрватска. До територијалне реорганизације у Хрватској налазили су се у саставу старе општине Доња Стубица.

## Становништво
На попису становништва 2011. године, Самци су имали 277 становника.

## Попис1991.
На попису становништва 1991. године, насељено место Самци је имало 230 становника, следећег националног састава:
| Попис 1991.‍  | Попис 1991.‍  | Попис 1991.‍ | Попис 1991.‍ | Попис 1991.‍ |
| ------------ | ------------ | ----------- | ----------- | ----------- |
|              |              |             |             |             |
| Хрвати       | Хрвати       |             | 228         | 99,13%      |
| неопредељени | неопредељени |             | 1           | 0,43%       |
| непознато    | непознато    |             | 1           | 0,43%       |
| укупно: 230  |              |             |             |             |